# 대한민국 형사소송법 제272조
대한민국 형사소송법 제272조는 공무소등에 대한 조회에 대한 형사소송법의 조문이다.

## 조문
제272조(공무소등에 대한 조회) ① 법원은 직권 또는 검사, 피고인이나 변호인의 신청에 의하여 공무소 또는 공사단체에 조회하여 필요한 사항의 보고 또는 그 보관서류의 송부를 요구할 수 있다.
②전항의 신청을 기각함에는 결정으로 하여야 한다.

## 판례

### 검사가 법원의 문서송부요구를 거절한 행위가 직무상 의무 위반행위에 해당하여 국가배상책임이 인정된 경우
법원이 형사소송법 제272조 제1항에 따라 송부요구한 서류가 피고인의 무죄를 뒷받침할 수 있거나 적어도 법관의 유·무죄에 대한 심증을 달리할 만한 상당한 가능성이 있는 중요증거에 해당하는데도 정당한 이유없이 피고인 또는 변호인의 열람·지정 내지 법원의 송부요구를 거절하는 것은, 피고인의 신속·공정한 재판을 받을 권리와 변호인의 조력을 받을 권리를 중대하게 침해하는 것이다.

## 사례
박근혜 대통령 탄핵 심판에서 헌법재판소는 본조를 근거로 검찰에 수사기록을 요청했고 검찰이 이에 응한 적이 있다.

## 참고 문헌
- 손동권 신이철, 새로운 형사소송법(초판, 2013), 세창, 2013. ISBN 9788984114081